# 안성 봉덕사 나반존자도
안성 봉덕사 나반존자도(安城 鳳德寺 那畔尊者圖)는 대한민국 경기도 안성시, 봉덕사에 있는 불화이다. 2017년 6월 14일 경기도의 문화재자료 제183호로 지정되었다.

## 개요
다른 독성도와는 다르게 호랑이가 표현된 사례로서 섬세한 묘사와 안정적인 구도를 갖추고 있어 조선후기 독성도 가운데 수작이다.

## 참고 자료
- 안성 봉덕사 나반존자도 - 국가유산청 국가유산포털